# Hermes Tadeu
Hermes Tadeu Moraes (Sorocaba, 16 de abril de 1978 - Praia Grande, 21 de dezembro de 2003) foi um colorista brasileiro. Começou a trabalhar como pintor de fachadas e placas. Depois, tornou-se free-lancer, trabalhando com agências de publicidade e colorização de capas de revistas, como a Tex, da Editora Mythos, entre diversas outras. Também trabalhou para o mercado de quadrinhos norte-americano, fazendo as cores das capas da revista One, da editora A-List Comics, pin-ups para a revista Invisible Dirty Old Man, da Red Giant Productions. Também fez as cores de várias capas para a Marvel Comics, como as edições 60, 62 a 68, 70 e 71 de Hulk, além de capas para Venom e Wolverine/Punisher.
Em 21 de dezembro de 2003, Hermes e sua namorada foram abordados por um assaltante na praia do Boqueirão, em Praia Grande. Hermes reagiu e o assaltante o baleou no peito. O artista foi levado ainda vivo ao Pronto-Socorro, mas não resistiu ao ferimento e faleceu. Hermes havia sido contratado pela Marvel para fazer as cores do miolo da revista Hulk (para a qual já colorizara várias capas), cujos desenhos haviam sido assumidos pelo também brasileiro Mike Deodato Jr.. Contudo, a única edição feita por Hermes foi a de número 70, que o artista havia enviado finalizada para a editora alguns dias antes de falecer.
Em 2005, a comissão organizadora do Prêmio Angelo Agostini instituiu o Prêmio Especial Hermes Tadeu, em homenagem ao artista, O prêmio, de melhor colorista, foi entregue pela irmã de Hermes, Dalila da Silva, para Diogo Saito.
Em 2007, Dalila lançou o livro Sob o Olhar do Corvo: A História de Hermes Tadeu (Factash Editora), no qual abordou a curta e promissora carreira do irmão. O livro também trouxe um encarte em cores com amostras do trabalho de Hermes, fotos do desenhista e diversas homenagens que foram feitas a ele.